# Нохедзи
Нохедзи (яп. 野辺地町 Нохэдзи-мати) — посёлок в Японии, находящийся в уезде Камикита префектуры Аомори. Площадь посёлка составляет 81,61 км², население — 14 201 человек (1 августа 2014), плотность населения — 174,01 чел./км².

## Географическое положение
Посёлок расположен на острове Хонсю в префектуре Аомори региона Тохоку. С ним граничат посёлки Иокогама, Тохоку, Хиранай и село Роккасё.

## Население
Население посёлка составляет 14 201 человек (1 августа 2014), а плотность — 174,01 чел./км². Изменение численности населения с 1980 по 2005 годы:
| 1980 | 18 419 чел. |  |
| 1985 | 18 351 чел. |  |
| 1990 | 16 750 чел. |  |
| 1995 | 15 969 чел. |  |
| 2000 | 16 012 чел. |  |
| 2005 | 15 218 чел. |  |

## Символика
Деревом посёлка считается сакура, цветком — Rosa rugosa, птицей — сизая чайка.